# 凱里斯弗拉特鎮區 (北卡羅萊納州埃弗里縣)
凱里斯弗拉特鎮區（英語：Carey's Flat Township）是位於美國北卡羅萊納州埃弗里縣的一個鎮區。

## 地方資料
凱里斯弗拉特鎮區的面積為112.92平方千米，皆為陸地。根據2020年美國人口普查的數據，當地共有人口11人，而人口密度為每平方千米0.1人。